# Wymeswold
Wymeswold – wieś w Anglii, w hrabstwie Leicestershire, w dystrykcie Charnwood. Leży 20 km na północ od miasta Leicester i 159 km na północny zachód od Londynu.